# Josep Estruch i Comella
Josep Estruch i Comella (Barcelona, 10 de juny de 1844 - 1924) fou un empresari i banquer català, conegut per formar part del grup català de financers del Banc de Barcelona, on fou membre de la junta directiva.

## Biografia
Josep Estruch va néixer a Barcelona l'any 1844, fill d'Eulàlia Comella i Farreras i de Ramon Estruch i Ferrer (Barcelona, 1815-1884), diputat i senador que acumulà una considerable fortuna com a contractista d'obres públiques (preferentment, carreteres i ferrocarrils), que invertí majoritàriament en accions bancàries. Josep Estruch i Comella desenvolupà una carrera notable al Banc de Barcelona, com a membre de l'anomenat "grup català" de financers. Fou elegit membre de la Junta de Govern (1877) i de la direcció (1905-1920), a la mort del creador del Banc de Barcelona, Manuel Girona i Agrafel i se'l considerà responsable del canvi d'estratègia operativa que no aconseguí aturar la decadència de l'entitat. El 1889 fou nomenat també vocal de la societat d'assegurances de vida "La equitativa" i membre de la Junta de Govern de la "Unión de la Propiedad Urbana y su Ensanche".
Disposà d'un patrimoni molt notable a Barcelona, situat a llocs privilegiats de l'expansió urbana: residí a un edifici de propietat tocant al passeig de Gràcia, a més de comptar amb un immoble al carrer Portaferrissa i una finca a Sant Boi de Llobregat, rebuda en herència del seu pare. El 1887 va fer construir l'Ermita de Sant Ramon, una ermita neoromànica, en memòria del seu pare. El 1891 fou nomenat vocal de la Junta de Museus de Barcelona i formà part des del 1897 de la Junta Tècnica de Belles Arts, Arqueologia i Indústries Artístiques de l'Ajuntament de Barcelona.
Al costat de la seva residència i en un edifici de façana neogòtica hi instal·là un Museu d'armes (1888) dotat amb dues mil peces de gran valor històric, desaparegut el 1901, amb la remodelació de la plaça Catalunya. Acumulà una molt considerable col·lecció d'art, en especial de pintura (que el seu pare havia iniciat), però la fallida del Banc de Barcelona (1920) l'obligà a posar-la en subhasta.

## Fons personal
El seu fons personal es conserva a l'Arxiu Nacional de Catalunya. El fons documental aplega la correspondència rebuda per Josep Estruch i Comella de Salvador Sanpere i Miquel (1893-1916), el seu fill Salvador Sanpere i Oliveras (1915-1922) i Ricard Montaner (1912-1916). Destaca molt considerablement quant a volum i interès el centenar de missives rebudes del polític i historiador Salvador Sanpere i Miquel, membre com Estruch de la Junta de Museus de Barcelona i estudiós de la història de l'art i de l'urbanisme barceloní. Sanpere i Miquel escriu des de diferents ciutats espanyoles (Madrid, Valladolid o l'Escorial) i europees (Amsterdam, Torí, Londres, París o Viena), comentant aspectes molt diversos, des de la implantació dels sistemes d'enllumenat elèctric fins a les troballes documentals efectuades mitjançant la recerca a biblioteques i museus. En conjunt, l'epistolari permet estudiar, entre altres aspectes, les relacions entre un mecenes col·leccionista i un bon coneixedor de la història de l'art català i europeu.